# Chiesa di San Girolamo (Spello)
La chiesa di San Girolamo, assieme all'annesso monastero, è un edificio di culto cattolico di Spello, in Umbria.

## Storia
Il complesso risale al 1472 e venne fatto costruire dal signore locale Braccio Baglioni.

## Descrizione
La chiesa è un edificio di piccole dimensioni a navata unica. All'interno, oltre al presbiterio ci sono quattro altari disposti lungo le pareti maggiori, due per lato.
All'interno vi è una ricca decorazione di stucchi policromi del secolo XVIII e dipinti su tela coevi. Tra questi vi è, al primo altare a sinistra, una pala con La Trinità e l'Ordine francescano, l'educazione della Vergine e i Santi Liborio e Rosa, opera di Carlo Lamparelli, datato 1677. Inoltre è presente un coro ligneo separato dalla chiesa, secondo l'uso dei Francescani dell'Osservanza. 
Presso l'altare maggiore è presente un Crocifisso ligneo del XVI secolo, mentre nell'abside si può vedere lo Sposalizio della Vergine, affresco attribuito al pittore rinascimentale Rocco Zoppo, seguace del Perugino.